# Нападения медведей на людей

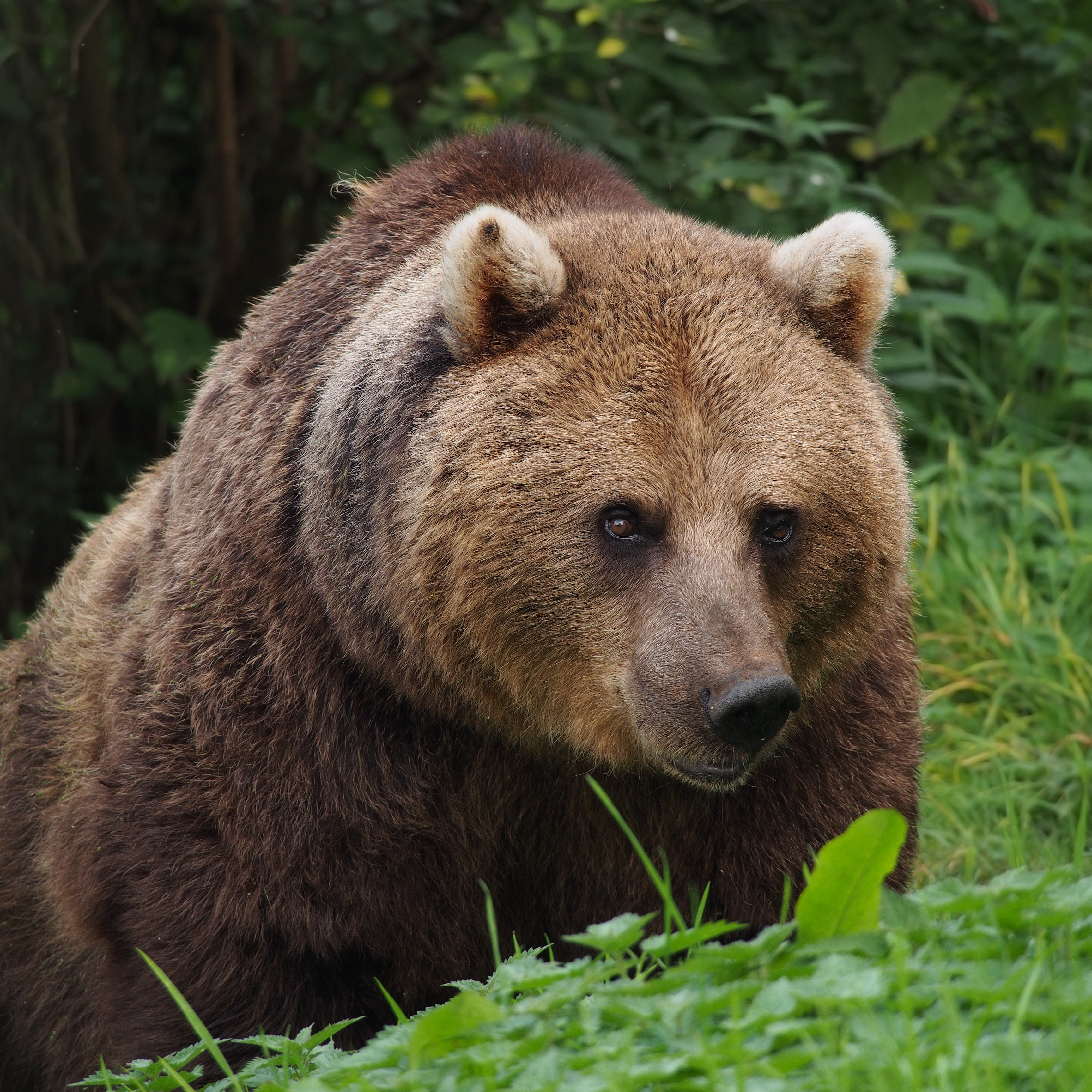
Бурый медведь

Нападения медведя на человека случаются относительно редко, но регулярно. Медведи обладают впечатляющей физической силой, поэтому нападение может закончиться для человека смертельным исходом.

## Опасность
Случаи неспровоцированного нападения бурого медведя на человека очень редки. Медведь, как правило, опасается людей и старается побыстрее скрыться прочь, едва почуяв их присутствие. Медведи, обитающие в местах с небольшим присутствием людей, меньше боятся человека по сравнению с животными, обитающими в густонаселённых областях.
Группа российских специалистов обобщила и рассмотрела 338 случаев нападения бурых медведей на людей в России за период с 1932 по 2017 годы. Это 85 лет, и за это время нападениям подверглось 386 человек. Чаще всего в опасных передрягах оказывались охотники. Помимо них крепость медвежьих когтей испытали на себе туристы, грибники, ягодники, рыбаки, а также работники на природе (геологи, лесничие и др.).
Чаще всего в нападениях на людей участвовали одиночные медведи. Таких случаев до 1991 года было 76%, а после 1991 года — 74%. В 73 случаях человек сам провоцировал нападение. В 26 случаях бурые медведи, сталкиваясь с людьми, вначале преследовали их, а затем нападали. Очень мало медведей нападало на людей, защищая свою пищу или детёнышей, — таких нападений было зафиксировано 19 и 17, соответственно. Также очень редко на людей нападали медведи-шатуны — таких нападений зафиксировано 19, в них погибло 12 человек, а 7 получили ранения.
За 85 лет погибло 70 невооружённых людей и 45 получило ранения. В остальных инцидентах принимали участие вооружённые люди. Но наличие огнестрельного и холодного оружия оказалось не очень эффективным фактором. Из вооружённых людей погибло 56 %, а 44 % отделались ранениями. В 24 % нападений присутствовали собаки. В этих случаях погибли 60 % людей, а остальные получили травмы.
Встречи с медведями в летнее время составили 44 %, а осенью — 41 %. На дневное время пришлось 79 % нападений. В период с 1991 по 2017 годы медведи часто нападали на людей, которые не догадывались об их присутствии. Таких случаев насчитывается 92. В 34 случаях нападения произошли в результате внезапной встречи.
В 53 случаях бурые медведи съели или пытались съесть тех несчастных, которые погибли в результате трагических инцидентов. Что же касается самих косолапых хищников, то за период с 1991 по 2017 годы 84 из них были ликвидированы, а 110 ювли ранены, но выжили. Успешное сопротивление агрессивным хищникам оказывали охотники, полицейские, подвергшиеся нападению, и сопровождающие их люди.
Что же касается возрастов подвергшихся нападению людей, то за постсоветский период взрослых погибло 97 человек и 130 получили серьёзные ранения. Из взрослых пожилых (старше 60 лет) насчитывалось 19 раненых и 19 убитых. Из детей и подростков 8 раненых и 8 убитых. Что касается полов, то за весь период с 1932 года на 246 мужчин пришлось 52 женщины. В 18 случаях пол остался неизвестным.

## Видовые различия
Вероятность нападения на человека, равно как и меры предосторожности, имеют свою специфику в зависимости от вида медведя. Наиболее потенциально опасным для человека является белый медведь, который является 100%-м хищником. Однако, зачастую из-за высокой плотности населения человека в более южных широтах, по количеству нападений медведей на людей и смертей от них лидируют виды, в массе своей не считающиеся агрессивными (к примеру, барибал, белогрудый медведь, губач). В этом случае конфликты обычно объясняются ранениями, внезапными встречами, территориальностью, защитой потомства и прочие. Бурый медведь занимает в этом рейтинге промежуточную позицию: человек обычно не рассматривается им как добыча. Исключение составляют лишь медведи-шатуны. Однако следует учитывать, что европейские подвиды гораздо менее агрессивны по отношению к человеку, чем азиатско-американские. Наибольшей агрессивностью отличаются камчатские и хоккайдские бурые медведи, а также медведи-гризли Северной Америки. 
Стоит учитывать и климатические особенности каждого региона: Невельский район Сахалина, Южные Курилы вообще и о. Кунашир, в частности, имеют довольно мягкий океанический климат: медведи здесь часто вообще не ложатся в берлогу или ложатся поздно/нерегулярно, а потому могут бродить всю зиму в поисках пропитания. В этом регионе при любом выходе на улицу нужно иметь оружие, хороший отпугивающий эффект дают также различного рода ракеты.

## Поведение в случае нападения медведя
Для избежания встречи с медведем рекомендуют не передвигаться в лесу тихо и скрытно. Лучше громко говорить со спутниками, стучать по ведёрку и т. п.
При виде медведя не нужно резко бежать, поворачиваться спиной, а следует плавно отходить назад, медленно пятиться. Если медведь обратил внимание на человека и стал приближаться, рекомендуют начать громко говорить, стучать металлическими предметами. Можно использовать фальшфейеры и сигнальные ракеты. Если человек уверен в своих силах, то можно спастись, забравшись на толстое дерево с большим количеством сучьев. Тонкое дерево медведь может расшатать или сломать, а на дерево без сучьев медведь может сам с лёгкостью забраться.